# Торонто стар
«Торонто стар» (англ. Toronto Star «звезда Торонто») — одна из крупнейших ежедневных канадских газет. Принадлежит компании Toronto Star Newspapers Ltd., являющейся подразделением Star Media Group, которая, в свою очередь, является частью медиа-корпорации TorStar.
Основана в 1892 году под названием Evening Star, затем Toronto Daily Star. В первые годы своего существования газета испытывала трудности. Однако с приходом Джозефа Аткинсона, который был редактором с 1899 года по 1948 год, издание стало успешно развиваться. По состоянию на 2009 год, тираж в рабочие дни составлял 280 тыс. экземпляров, субботний выпуск — 460 тыс., воскресный — 317 тыс.
В 1971 году газета сменила название на The Toronto Star и переехала в новое 25-этажное здание One Yonge Street. В мае 2007 года «Торонто стар» значительно изменила дизайн издания.